# Oekraïne op het Eurovisiesongfestival 2008

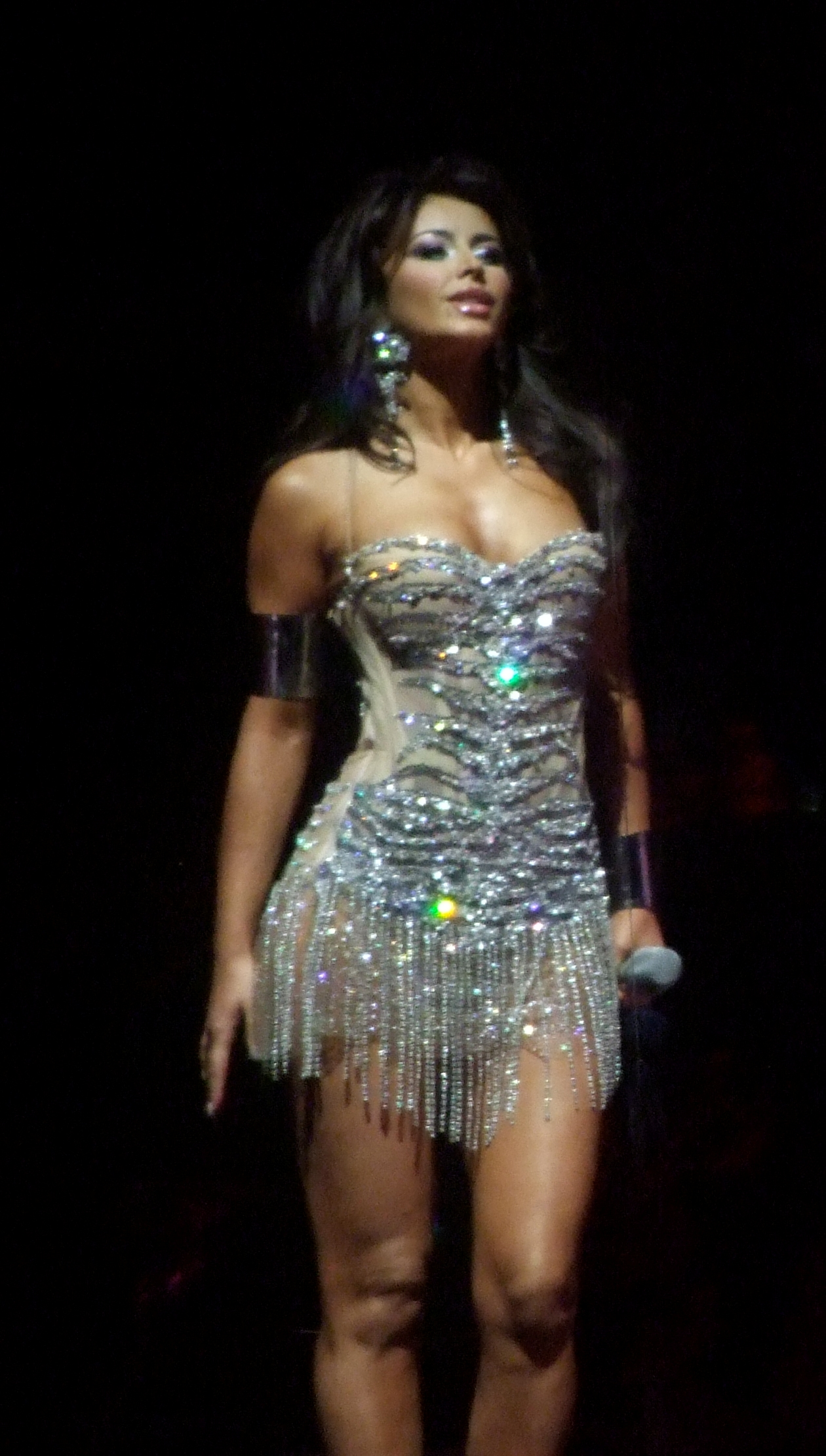
Ani Lorak tijdens de halve finale van het Eurovisiesongfestival 2008

Oekraïne nam deel aan het Eurovisiesongfestival 2008 in Belgrado, Servië. Het was de 6de deelname van het land op het Eurovisiesongfestival. De NTU was verantwoordelijk voor de Oekraïense bijdrage voor de editie van 2008.

## Selectieprocedure
Oekraïne had via een interne selectie zangeres Ani Lorak gekozen om het land te vertegenwoordigen. Ze is inmiddels een bekende persoonlijkheid in de voormalige Sovjetrepublieken. Sinds Ani Lorak tweede is geworden tijdens de Oekraïense voorronde van 2005, is ze diverse malen gevraagd haar vaderland te vertegenwoordigen op het Eurovisiesongfestival. In 2006 en 2007 bedankte ze voor de eer.

### Nationale finale
De nationale finale werd gehouden op 23 februari 2008. Lorak zong vier nummers waaruit televoting en een vakjury uiteindelijk het winnende lied kozen. Het winnende lied werd Shady Lady. Het nummer is van de hand van Philip Kirkorov en Karen Kavaleryan.
Oorspronkelijk zouden er zes worden geselecteerd, maar de kwaliteit van de ingezonden nummers lag te laag om er zes te selecteren.
| № | Lied                        | Punten | Plaats |
| - | --------------------------- | ------ | ------ |
| 1 | "Zhdu Tebya"                | 2      | 5      |
| 2 | "Ya Stanu Morem"            | 4      | 4      |
| 3 | "The Dream Of Brigther Day" | 8      | 2      |
| 4 | "I'm Your Melody"           | 8      | 2      |
| 5 | "Shady Lady"                | 14     | 1      |

## In Belgrado
In de tweede halve finale moest men optreden als 4de, net na Turkije en voor Litouwen. Bij de onthulling van de finalisten bleek dat men erbij was. Men won de halve finale met 152 punten.
Men ontving 6 keer het maximum van de punten.
België en Nederland zaten in de andere halve finale.
In de finale moest men aantreden als achttiende, na Georgië en voor Frankrijk. Op het einde van de avond bleek dat ze op een tweede plaats waren geëindigd met 230 punten, 42 punten minder dan de winnaar.
Men ontving 1 keer het maximum van de punten.
België en Nederland hadden respectievelijk 1 en 0 punten over voor deze inzending.

### Gekregen punten

#### Halve Finale 2
| 12 punten                                                           | 10 punten | 8 punten                     | 7 punten                          | 6 punten                              |
| ------------------------------------------------------------------- | --------- | ---------------------------- | --------------------------------- | ------------------------------------- |
| - Bulgarije - Georgië - Portugal - Tsjechië - Turkije - Wit-Rusland | - Cyprus  | - Hongarije - Malta - Servië | - Denemarken - Kroatië - Litouwen | - IJsland - Letland - Noord-Macedonië |
| 5 punten                                                            | 4 punten  | 3 punten                     | 2 punten                          | 1 punt                                |
|                                                                     |           | - Frankrijk - Zweden         |                                   | - Zwitserland                         |

#### Finale
| 12 punten                                 | 10 punten                                                                 | 8 punten                                     | 7 punten                                               | 6 punten                                                                   |
| ----------------------------------------- | ------------------------------------------------------------------------- | -------------------------------------------- | ------------------------------------------------------ | -------------------------------------------------------------------------- |
| - Portugal                                | - Azerbeidzjan - Georgië - Israël - Letland - Malta - Polen - Wit-Rusland | - Albanië - Rusland - Tsjechië - Turkije     | - Bulgarije - Denemarken - Kroatië - Moldavië - Spanje | - Andorra - Cyprus - Griekenland - Hongarije - Ierland - Litouwen - Servië |
| 5 punten                                  | 4 punten                                                                  | 3 punten                                     | 2 punten                                               | 1 punt                                                                     |
| - Armenië - IJsland - Verenigd Koninkrijk | - Estland - Noord-Macedonië - Montenegro                                  | - Bosnië en Herzegovina - Finland - Roemenië | - Slovenië                                             | - België                                                                   |

### Punten gegeven door Oekraïne

#### Halve Finale 2
Punten gegeven in de halve finale:
| 12 punten | Georgië     |
| 10 punten | Wit-Rusland |
| 8 punten  | Portugal    |
| 7 punten  | Kroatië     |
| 6 punten  | Bulgarije   |
| 5 punten  | Turkije     |
| 4 punten  | Denemarken  |
| 3 punten  | Albanië     |
| 2 punten  | Letland     |
| 1 punt    | IJsland     |

#### Finale
Punten gegeven in de finale:
| 12 punten | Rusland      |
| 10 punten | Azerbeidzjan |
| 8 punten  | Georgië      |
| 7 punten  | Armenië      |
| 6 punten  | Noorwegen    |
| 5 punten  | Israël       |
| 4 punten  | Turkije      |
| 3 punten  | Portugal     |
| 2 punten  | Griekenland  |
| 1 punt    | Kroatië      |

2003 · 2004 · 2005 · 2006 · 2007 · 2008 · 2009 · 2010 · 2011 · 2012 · 2013 · 2014 · 2015 · 2016 · 2017 · 2018 · 2019-2020 · 2021 · 2022 · 2023 · 2024 · 2025